# Muriel Samery
Muriel Samery (ur. 16 grudnia 1959) – francuska judoczka.
Brązowa medalistka mistrzostw Europy w 1977, 1978 i 1979. Mistrzyni Francji w 1977 i 1978 roku.